# Uréparapara
Uréparapara is een eiland in Vanuatu. Het is 30 km² groot en het hoogste punt is 742 m. Er komen slechts twee zoogdieren voor, de vleermuizen Pteropus anetianus en de Tongavleerhond (Pteropus tonganus).
Het eiland, (vroeger Bligh Island geheten), is na Gaua en Vanua Lava in grootte het derde eiland van de Bankseilanden in het noorden van Vanuatu. Bestuurlijk hoort het bij de provincie Torba.

## Geschiedenis
Het eerste opgetekende bezoek door een Europeaan was van de Spaanse ontdekker Pedro Fernández de Quirós op 15 juni 1606. Eerst noemde hij het eiland  Pilar de Zaragoza; later werd het vermeld als Nuestra Señora de Montserrate.
In 1789 werd het eiland herontdekt door William Bligh, tijdens zijn reis van Tonga naar Timor na de muiterij op de Bounty. Hierna werd het enige tijd Bligh Island genoemd.

## Geografie
De oude vulkaankrater van het eiland is aan de oostkant door de oceaan geërodeerd zodat zich daar de Divers Bay (Lorup Bay) heeft gevormd. Afgezien van deze 3,7 km diepe en 1,4 km brede inham is het eiland bijna cirkelrond met een doorsnee van 8 km. Het hoogste punt is de Mount Tow Lap (Tooulap) met 764 meter op de kraterrand.
Het eiland is 39 km² groot. In 2009 telde het 437 inwoners, verdeeld over drie dorpen.. In 2015 was het aantal toegenomen tot 489.
Het grootste dorp is Léar (Léséréplag). De andere twee zijn Lehali (aan de westkust) en Lequanle (Lekwyangle, aan de noordwestkust). Een actuele kaart uit 2015 toont nog twee dorpjes, Kowe en Tano.

##### Bezienswaardigheid
Ureparapara heeft enkele historisch belangrijke plekken, gemaakt van koraalsteen. Deze gehuchten in het binnenland werden in de 19e eeuw verlaten maar zijn onder de vegetatie bewaard gebleven. Ze zijn voorgesteld voor plaatsing op de Werelderfgoedlijst van de UNESCO. De bekendste is een bijna 4 meter hoog platform, Votwos in de Lehali-taal. Hierop werden grade-taking ceremonies uitgevoerd, een ritueel waarbij de onderlinge rangorde van leidende personen in de gemeenschap werd vastgesteld.

## Talen
Op het eiland worden twee Austronesische talen gesproken, Löyöp (in in Léar in het oosten, 240 sprekers) en Lehali (aan de westkant, 200 sprekers).

## Media
- Ureparapara is toneel van de in 1978 in Duitsland uitgebrachte documentaire speelfilm Beschreibung einer Insel door regisseur Rudolf Thome.